# Arroyo Colorado Estates
Arroyo Colorado Estates es un lugar designado por el censo ubicado en el condado de Cameron en el estado estadounidense de Texas. En el Censo de 2010 tenía una población de 997 habitantes y una densidad poblacional de 354,13 personas por km².

## Geografía
Arroyo Colorado Estates se encuentra ubicado en las coordenadas 26°11′8″N 97°36′43″O / 26.18556, -97.61194. Según la Oficina del Censo de los Estados Unidos, Arroyo Colorado Estates tiene una superficie total de 2.82 km², de la cual 2.77 km² corresponden a tierra firme y (1.75%) 0.05 km² es agua.

## Demografía
Según el censo de 2010, había 997 personas residiendo en Arroyo Colorado Estates. La densidad de población era de 354,13 hab./km². De los 997 habitantes, Arroyo Colorado Estates estaba compuesto por el 81.24% blancos, el 0.5% eran afroamericanos, el 1.5% eran amerindios, el 0% eran asiáticos, el 0% eran isleños del Pacífico, el 14.74% eran de otras razas y el 2.01% pertenecían a dos o más razas. Del total de la población el 96.69% eran hispanos o latinos de cualquier raza.